# Union County (Oregon)
Union County ist ein County im Bundesstaat Oregon der Vereinigten Staaten. Das U.S. Census Bureau hat bei der Volkszählung 2020 eine Einwohnerzahl von 26.196 ermittelt. Der Sitz der Countyverwaltung (County Seat) befindet sich in La Grande.

## Geographie
Das County hat eine Fläche von 5280 Quadratkilometern; davon sind 5 Quadratkilometer (0,10 Prozent) Wasserflächen.

## Geschichte
Das County wurde am 14. Oktober 1864 gegründet und vor dem Hintergrund des Sezessionskriegs nach den Unionsstaaten benannt.
19 Bauwerke und Stätten des Countys sind im National Register of Historic Places (NRHP) eingetragen (Stand 18. Juli 2018).

## Demografische Daten

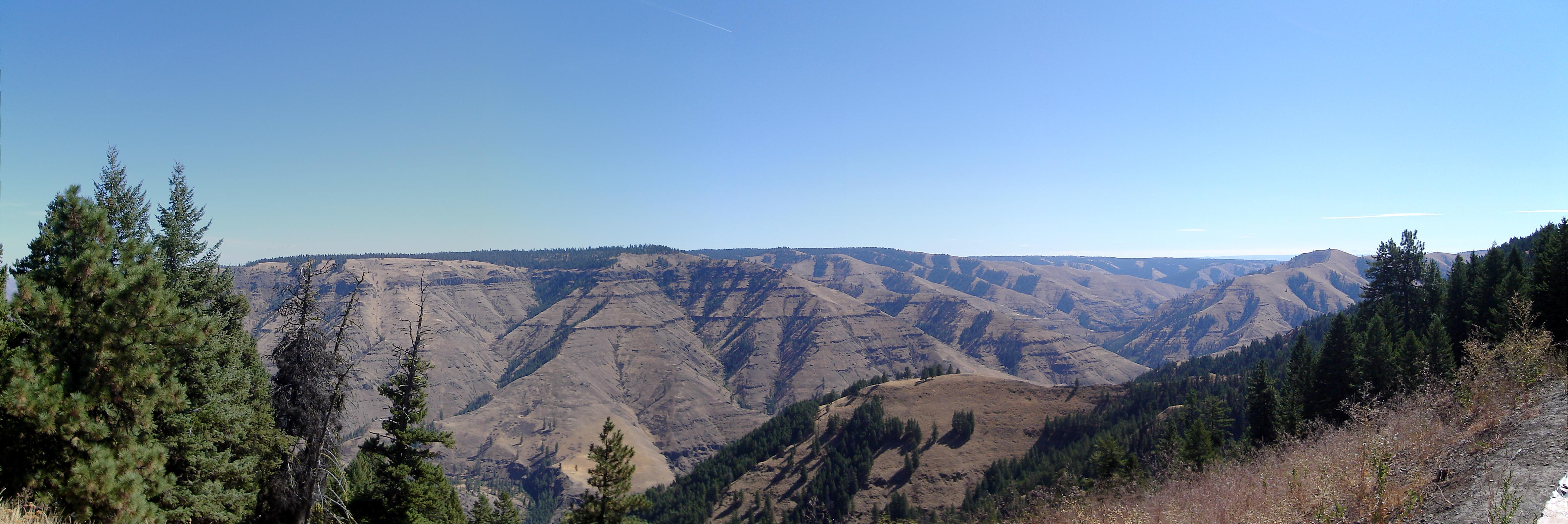
Der Joseph Canyon

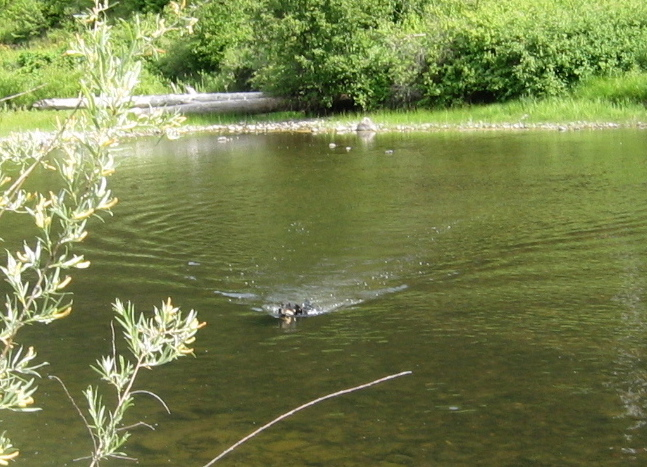
Die Hilgard Junction State Recreation Area

Nach der Volkszählung im Jahr 2000 lebten im County 24.530 Menschen. Es gab 9740 Haushalte und 6516 Familien. Die Bevölkerungsdichte betrug 5 Einwohner pro Quadratkilometer. Ethnisch betrachtet setzte sich die Bevölkerung zusammen aus 94,29 % Weißen, 0,51 % Afroamerikanern, 0,85 % amerikanischen Ureinwohnern, 0,85 % Asiaten, 0,62 % Bewohnern aus dem pazifischen Inselraum und 1,22 % Prozent aus anderen ethnischen Gruppen; 1,67 % stammten von zwei oder mehr ethnischen Gruppen ab. 2,45 % der Bevölkerung waren spanischer oder lateinamerikanischer Abstammung.
Von den 9740 Haushalten hatten 30,00 % Kinder und Jugendliche unter 18 Jahre, die bei ihnen lebten. 55,10 % waren verheiratete, zusammenlebende Paare, 8,50 % waren allein erziehende Mütter. 33,10 % waren keine Familien. 26,10 % waren Singlehaushalte und in 10,80 % lebten Menschen im Alter von 65 Jahren oder darüber. Die Durchschnittshaushaltsgröße betrug 2,45 und die durchschnittliche Familiengröße lag bei 2,94 Personen.
Auf das gesamte County bezogen setzte sich die Bevölkerung zusammen aus 24,60 % Einwohnern unter 18 Jahren, 12,10 % zwischen 18 und 24 Jahren, 23,50 % zwischen 25 und 44 Jahren, 25,00 % zwischen 45 und 64 Jahren und 14,70 % waren 65 Jahre alt oder darüber. Das Durchschnittsalter betrug 38 Jahre. Auf 100 weibliche Personen kamen 95,10 männliche Personen, auf 100 Frauen im Alter ab 18 Jahren kamen statistisch 92,40 Männer.

Das jährliche Durchschnittseinkommen eines Haushalts betrug 33.738 USD, das Durchschnittseinkommen der Familien betrug 40.520 USD. Männer hatten ein Durchschnittseinkommen von 33.028 USD, Frauen 21.740 USD. Das Prokopfeinkommen betrug 16.907 USD. 13,80 % der Bevölkerung und 8,50 % der Familien lebten unterhalb der Armutsgrenze. 13,60 % davon waren unter 18 Jahre und 9,50 % waren 65 Jahre oder älter.

## Orte im County

### Cities
- Cove
- Elgin
- Imbler
- Island City
- La Grande (Sitz der Countyverwaltung)
- North Powder
- Summerville
- Union

### Unincorporated communities
- Alicel
- Camp Elkanah
- Hilgard
- Hot Lake
- Kamela
- Medical Springs
- Nibley
- Orodell (Geisterstadt)
- Perry
- Pondosa
- Starkey
- Telocaset